# Ileana Ros-Lehtinen
Ileana Ros-Lehtinen, nata Ileana Ros y Adato (L'Avana, 15 luglio 1952), è una politica statunitense, membro della Camera dei Rappresentanti per lo stato della Florida dal 1989 al 2019.
La Ros è stata la prima donna repubblicana ad essere eletta alla Camera per la Florida ed è anche quella che vanta la maggiore anzianità. Inoltre è stata la prima persona cubana e la prima donna ispanica ad ottenere un seggio al Congresso.

## Posizioni politiche
La Ros è considerata una conservatrice sia in materia economica che in materia sociale. Ha sostenuto la politica del Presidente Bush riguardo al conflitto iracheno, ha votato a favore degli sgravi fiscali proposti dalla sua amministrazione ed è favorevole alle sanzioni contro Cuba. Talvolta tuttavia si è schierata insieme ai democratici, ad esempio per quanto riguarda la fine del genocidio in Darfur o i diritti LGBT. Infatti la Ros è stata l'unica repubblicana a far parte del caucus per i diritti dei gay, ha più volte sostenuto leggi contro la discriminazione e i crimini d'odio e ha votato contro altre che vietavano l'ammissione di gay e lesbiche nell'esercito e le unioni gay.